# آل دهيس (مودية)

تعديل مصدري - تعديل

آل دهيس هي إحدى قرى عزلة مودية بمديرية مودية التابعة لمحافظة أبين، بلغ تعداد سكانها 94 نسمة حسب تعداد اليمن لعام 2004.